# Friedrich Scultetus
Friedrich Scultetus (auch: Scholtz; * 1. November 1602 in Seitendorf bei Hirschberg, Herzogtum Schweidnitz; † 24. Dezember 1658 in Wohlau, Herzogtum Wohlau) war ein deutscher evangelischer Theologe.

## Leben
Der Sohn des Pfarrers in Seitendorf und Kätzschdorf Friedrich Scholtz (1571–1648) und dessen Frau Regina, der Tochter des Kaufmanns in Hirschberg Martin Hälke, hatte die erste Ausbildung von seinem Vater und an der Schule seines Heimatortes erhalten. 1611 schickte ihn der Vater auf die Schule in Hirschberg, 1620 kam er auf das Elisabethgymnasium in Breslau, wo er sich einige Jahre lang als Hauslehrer ein Zubrot verdiente. 1625 bezog er die Universität Leipzig und wechselte an die Universität Wittenberg, wo er neben einem Studium der Philosophie theologische Vorlesungen bei Friedrich Balduin, Balthasar Meisner und Jakob Martini absolvierte. 1627 kehrte er nach Hause zurück, wo er als Substitut seines Vaters sich im praktischen Kirchendienst betätigte und 1629 als Hauslehrer junger Adliger nach Breslau ging.
1631 wurde er Pfarrer in Groß Mertzdorf, übernahm zudem 1632 die Pfarrei in Groß Schmellwitz und floh 1633 vor den militärischen Ausschreitungen des Dreißigjährigen Kriegs nach Schweidnitz. Von dort zog er nach Breslau, 1634 wegen der Pest wieder nach Schweidnitz und versah unter großen Mühen sein Amt in Groß Mertzdorf. 1635 wurde er Diaconus der Pfarrkirche in Schweidnitz, musste auf kaiserlichen Befehl nach Breslau emigrieren, wurde 1636 Konrektor der Schule in Hirschberg, flüchtete von dort im selben Jahr als Pfarrer nach Herrnmotschelnitz und wurde 1649 Pastor und Senior in Herrnstadt. 1654 wurde er Superintendent in Ohlau, beteiligte sich dort 1656 an den Kirchenvisitationen und 1658 wurde er Superintendent in Wohlau, wo er einen Schlaganfall erlitt und am Heiligabend starb.

## Familie
Scultetus war zwei Mal verheiratet. Seine erste Ehe schloss er 1632 mit Helena († 28. März 1636 in Breslau), die Tochter des Pfarrers in Rudelsdorf/Brieg Joachim Weigel. Aus dieser Ehe stammen ein Sohn und eine Tochter. Von diesen kennt man:
- Friedrich Scultetus (* 1634; † 1635 Schweidnitz)
- Helena Scultetus (* u. † 1636 Breslau)

Seine zweite Ehe schloss er am 2. Oktober 1640 in Breslau mit Ursula, die Tochter des Ratsherrn in Hirschberg David Reisel. Aus der Ehe stammen vier Söhne und vier Töchter. Von diesen kennt man
- Friedrich Eusebius Scultetus († Herrnmotschelnitz, jung)
- Regina Maria Scultetus
- David Scultetus
- Friedrich Scultetus
- Samuel Gottlieb Scultetus
- Ursula Helena Scultetus
- Elisabeth Scultetus
- Anna Hedwig Scultetus

## Weblink
- Druckschriften von und über Friedrich Scultetus im VD 17.

| Personendaten    | Personendaten                                    |
| ---------------- | ------------------------------------------------ |
| NAME             | Scultetus, Friedrich                             |
| ALTERNATIVNAMEN  | Scholtz, Friedrich                               |
| KURZBESCHREIBUNG | deutscher evangelischer Theologe                 |
| GEBURTSDATUM     | 1. November 1602                                 |
| GEBURTSORT       | Seitendorf bei Hirschberg, Herzogtum Schweidnitz |
| STERBEDATUM      | 24. Dezember 1658                                |
| STERBEORT        | Wohlau, Herzogtum Wohlau                         |